# Соціальна скульптура
Соціальна скульптура — фраза, що використовується для опису розширеної концепції мистецтва, яку винайшов художник та співзасновник німецької партії зелених Йозеф Бойс. Бойс створив термін «соціальна скульптура», щоб втілити своє розуміння потенціалу мистецтва для перетворення суспільства. Як витвір мистецтва соціальна скульптура включає людську діяльність, яка прагне структурувати та формувати суспільство чи навколишнє середовище. Центральна ідея соціального скульптора — художник, який створює структури в суспільстві, використовуючи мову, думки, дії та предмети.

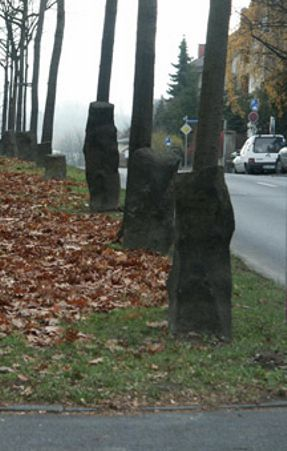
Деякі з 7000 дубів, посаджених між 1982 і 1987 роками для Documenta 7 (1982)

Протягом 1960-х років Бойс сформулював свої центральні теоретичні концепції щодо соціальної, культурної та політичної функцій та потенціалу мистецтва. У боргу перед письменниками-романтиками, такими як Новаліс і Шиллер, Бойс був мотивований утопічною вірою в силу загальної людської творчості і був впевнений у можливості мистецтва здійснити революційні зміни. Ці ідеї були засновані на соціальних ідеях антропософії та творчості Рудольфа Штайнера, енергійним та оригінальним прихильником якого він був. Це передалося на формулювання Бойсом концепції соціальної скульптури, в якій суспільство в цілому слід розглядати як один великий твір мистецтва («Gesamtkunstwerk» Вагнера), в якому кожна людина може брати участь (можливо, найвідоміша фраза Бойса, запозичена від Новаліса, це «Кожна людина — художник»). У відео «Willoughby SHARP, Joseph Beuys, Public Dialogues (1974/120 min)», що є записом першої великої публічної дискусії Бойса в США, Бойс розробляє три принципи: свободу, демократію та соціалізм, кажучи, що для того, щоб мати значення, кожен із них залежить від двох інших. У 1973 році Бойс писав:
«Лише за умови радикального розширення визначень мистецтво та діяльність, пов’язана з мистецтвом, зможуть надати докази того, що нині мистецтво є єдиною еволюційно-революційною силою. Тільки мистецтво здатне знищити репресивні ефекти старечої соціальної системи, яка продовжує хитатися по лінії смерті: розібрати, щоб побудувати “СОЦІАЛЬНИЙ ОРГАНІЗМ ЯК ТВІР МИСТЕЦТВА” ... КОЖНА ЛЮДИНА — ХУДОЖНИК, який — зі свого стану свободи — позиції свободи, яку він переживає з перших вуст — вчиться визначати інші позиції ТОТАЛЬНОГО ТВОРУ МИСТЕЦТВА МАЙБУТНЬОГО СУСПІЛЬНОГО ЛАДУ». 
У 1982 році його запросили створити твір для Documenta 7. Він доставив велику купу базальтових каменів. Зверху було видно, що купа каміння — це велика стріла, що вказує на єдиний дуб, який він посадив. Він оголосив, що каміння не можна переміщати, якщо на новому місці каменю не буде посаджено дуба. Потім у Касселі, Німеччина, було висаджено 7000 дубів.  Цей проект ілюстрував ідею того, що соціальна скульптура була визначена як міждисциплінарна та партиципативна.
У 1991 році «Річ» була натхнена концепцією соціальної скульптури.
З 1994 року «Стела толерантності» — один із найбільших проектів у всьому світі, що відповідає концепції соціальної скульптури.
У 2007 році на Documenta 12 Кирило Преображенський створив роботу «Tram 4 Inner Voice Radio». Критики порівняли його роботи з дубами Бойса. 

## Організація прямої демократії шляхом плебісциту
«Організація прямої демократії шляхом плебісциту» була заснована художниками Йозефом Бойсом, Йоганнесом Штютгеном та Карлом Фастабендом 19 червня 1971 року в Дюссельдорфі як політична організація. Мета полягала у впливі на соціальні моделі шляхом реалізації концепції Бойза про розширене поняття мистецтва та соціальної скульптури політичними засобами. Сьогодні   Йоханнес Штютген поширив ідею прямої демократії проектом «Омнібус». 

## Особистість
Бойс вважав, що всі були художниками. Одного разу він сказав: «кожна сфера людської діяльності, навіть чистка картоплі може бути твором мистецтва, якщо це усвідомлений вчинок», причому ідея полягає в тому, що кожне рішення повинно бути продуманим і намагатися створити або доповнити твір мистецтва, який зрештою є суспільством. Індивідуальність та добре вмотивовані рішення пропагуються в людині, а уряд полягає в цих рішеннях, винесених на референдуми. Ця точка зору пропонує послідовникам смиритися, усвідомлюючи, що вони є важливою частиною цілого, а не лише окремі індивіди. 

## Дивитися також
- МИСТЕЦТВО / МЕДІА
- Класифікаційні суперечки про мистецтво
- Концептуальна архітектура
- Сучасне мистецтво
- Експерименти в мистецтві та техніці
- Інформаційне мистецтво
- Інсталяційне мистецтво
- Системи мистецтва

## Подальше читання
- Adams, David: "Joseph Beuys: Pioneer of a Radical Ecology," Art Journal, vol. 51, no. 2 Summer 1992. 26-34; also published in The Social Artist vol. 2,no. 1 Spring 2014: 3-13.
- Adams, David: "From Queen Bee to Social Sculpture: The Artistic Alchemy of Joseph Beuys," Afterword in Rudolf Steiner, Bees. Hudson,N.Y.: Anthroposophic Press, 1998, pp. 187-213.(ISBN 0-88010-457-0)
- Adams, David: "Joseph Beuys on Art as the Sole Revolutionary Force," The Social Artist vol. 2, no. 2 Summer 2014: 33-34.
- Adriani, Götz, Winfried Konnertz, and Karin Thomas: Joseph Beuys: Life and Works. Trans. Patricia Lech. Woodbury, N.Y.: Barron’s Educational Series, 1979.
- Bastian, Heiner: Joseph Beuys: The secret block for a secret person in Ireland. Text by Dieter Koepplin. Munich: Schirmer/Mosel, 1988.
- Borer, Alain. The Essential Joseph Beuys. London: Thames and Hudson, 1996.
- Buchloh, Benjamin H.D.: 'Beuys: The Twilight of the Idol,' Artforum, vol.5, no.18 (January 1980), pp. 35–43.
- Buchloh, Benjamin H.D., Krauss, Rosalind, Michelson, Annette: ‘Joseph Beuys at the Guggenheim,’ in: October, 12 (Spring 1980), pp 3–21
- De Duve, Thierry: Kant After Duchamp, Cambridge (Mass.): MIT Press, 1996.
- Murken, Axel Hinrich: Joseph Beuys und die Medizin. F. Coppenrath, 1979. ISBN 3-920192-81-8
- Oman Hiltrud: "Joseph Beuys. Die Kunst auf dem Weg zum Leben." München, Heyne (1998) ISBN 3-453-14135-0
- Potts, Alex: 'Tactility: The Interrogation of Medium in the Art of the 1960s,' Art History, Vol.27, No.2 April 2004. 282-304.
- Ray, Gene (ed.): Joseph Beuys, Mapping the Legacy. New York and Sarasota: Distributed Art Publishers[en], 2001.
- Rosenthal, Mark: Joseph Beuys: Actions, Vitrines, Environments, London: Tate, 2005
- Sacks, Shelley: 'Social Sculpture and New Organs of Perception: New practices and new pedagogy for a humane and ecologically viable future'. Book chapter in Lerm-Hayes (Ed.) Beuysian Legacies in Ireland and Beyond. European Studies in Culture and Policy; L.I.T. 2011 pgs. 80-98 ISBN 978-3-8258-0761-0  English only
- Sacks, Shelley & Zumdick, Wolfgang : ATLAS of the Poetic Continent: Pathways to Ecological Citizenship, Temple Lodge 2013. ISBN 978-1906999568
- Sacks, Shelley & Kurt, Hildegard: Die rote Blume. Ästhetische Praxis in Zeiten des Wandels, Klein Jasedow 2013 (thinkOya), ISBN 978-3927369771
- Schneede, Uwe M. Joseph Beuys Die Aktionen. Gerd Hatje, 1998. ISBN 3-7757-0450-7
- Stachelhaus, Heiner. Joseph Beuys. New York: Abbeville Press, 1991.
- Temkin, Ann, and Bernice Rose. Thinking is Form: The Drawings of Joseph Beuys (exh. cat., Philadelphia Museum of Art). New York: Thames and Hudson, 1993.
- Tisdall, Caroline: Joseph Beuys, New York: Guggenheim Museum, 1979.
- Hasecke, Jan Ulrich: Soziale Plastik. Die Kunst der Allmende: ein Essay zum 30. Todestag von Joseph Beuys, Solingen, 2016, ISBN 978-1-5234-5876-9

## Зовнішні посилання
- Shellekens, Elisabet. Conceptual Art. У Zalta, Edward N. (ред.). Stanford Encyclopedia of Philosophy.
- Sol LeWitt, "Paragraphs on Conceptual Art"
- Conceptualism
- FIU-Verlag: The editor of the Free International University (FIU) and events
- The Beuys Homepage by "Free International University"(FIU)
- Details of the 7000 oaks project
- Joseph Beuys Music on Ubuweb
- Walker Art Information Center
- Articles about Beuys
- Picture gallery
- The Social Sculpture Research Unit (Contemporary Social Sculpture)
- The Urban Forest Project (Our Tree)
- introductory worksheets for use with kids and groups based on the works at Tate Modern
- Joseph Beuys Every man is an artist; Documenta Kassel (in Spanish)
- Joseph Beuys news and exhibition
- Joseph Beuys; Every man is an artist (in Spanish)
- Audio of Joseph Beuys "Ja Ja Ja Ne Ne Ne", 1970, Mazzotta Editions, Milan, 33 rpm (excerpt 2:00) published on the Tellus Audio Cassette Magazine[en] @ Ubuwe[en]b
- (фр.) Joseph Beuys